# 日本経済評論社
株式会社日本経済評論社（にほんけいざいひょうろんしゃ）は、日本の出版社。

## 概要
1970年〈昭和45年）に、文雅堂銀行研究社を退職した二人により創業。
社史など編集下請けなどを経て、1975年「経済白書」の覆刻を契機として経済資料の編さん校正を背景にして金融・銀行史など独自の出版を開始。1978年、柴田敬『経済の法則を求めて』刊行後、経済学・農業経済学・歴史学等学術分野の刊行物を重点におき、社会・人文科学書中心の出版社となる。
既刊書は単行本2500点以上、資料集も約50点・1200冊以上である。
経済学史や欧米の財政状況を扱った出版物のほか『戦後経済計画資料』・『国民所得倍増計画資料』・『戦後物価統制資料』など史料の復刻版の刊行に力を入れていた。また、ユニークなものでは経済史、社会史の面からオリンピックや日本プロ野球を取り上げた出版物もあり、歴史や思想を含めた広い視野から経済を捉えようとする出版活動を行なっている。

### 住所
- 本社[1]：東京都千代田区神田駿河台1-7-7。白揚第二ビル2F

## 関連出版
- 栗原哲也『神保町有情　日本経済評論社私史』一葉社、2024年
- 栗原哲也『神保町の窓から』影書房、2012年。姉妹編

著者は元社長（2016年まで）